# Piotr Rytel
Piotr Rytel, ps. Witold Szeliga, W.S., F.C. (ur. 16 maja 1884 w Wilnie, zm. 2 stycznia 1970 w Warszawie) – polski kompozytor, pedagog i krytyk muzyczny.

## Życiorys
Urodził się w rodzinie Lucjana, lekarza, i Tatiany z domu von Kreiter, primo voto Ławrowej. Od 10. roku życia uczył się gry na fortepianie. Uczęszczał do II Gimnazjum Klasycznego w Wilnie, w którym uzyskał w 1902 maturę. Studiował w latach 1903–1908 w Instytucie Muzycznym w Warszawie: kompozycję u Zygmunta Noskowskiego, grę na fortepianie u Aleksandra Michałowskiego. W latach 1911–1939 wykładał w warszawskim Instytucie Muzycznym harmonię i formy muzyczne, w latach 1925–1926 i 1931–1939 także kompozycję. 
W okresie II wojny światowej uczył w tajnym Konserwatorium Stanisława Kazury. Po upadku powstania warszawskiego opuścił Warszawę, do której powrócił w marcu 1945.
Po wojnie w latach 1945–1952 prowadził klasę kompozycji w Państwowej Wyższej Szkole Muzycznej w Warszawie. W latach 1956–1961 pełnił funkcję rektora Państwowej Wyższej Szkoły Muzycznej w Sopocie (później przeniesiona do Gdańska). W 1960 otrzymał Nagrodę miasta Gdańska.
Piotr Rytel był również krytykiem muzycznym. Publikował recenzje w „Nowościach Muzycznych”, „Scenie i Sztuce” i poznańskiej „Kulturze”, „Gazecie Warszawskiej” (1920–1935), a po wojnie m.in. w „Tygodniku Warszawskim”, „Słowie Powszechnym”, „Gazecie Ludowej” (1946–1949), „Kurierze Polskim”, „Ruchu Muzycznym”, „Muzyce” i „Teatrze”. W publikacjach krytycznych okazywał niechęć do modernizmu w muzyce, co stało się przyczyną ostrego konfliktu m.in. z Karolem Szymanowskim.
Własne kompozycje Rytla cechowały się konserwatyzmem, stylistycznie nawiązywały do późnego romantyzmu.
Od 5 stycznia 1910 był mężem pianistki Anieli Wieńczysławy Rytlówny (1884–1955), córki stryja Władysława. Miał z nią córkę Jadwigę (1914–1982), zamężną Przybylską, i syna Witolda (1917–1944), który zaginął po upadku powstania warszawskiego.
Zmarł w Warszawie, pochowany na cmentarzu Powązkowskim (Aleja Zasłużonych-1-119).

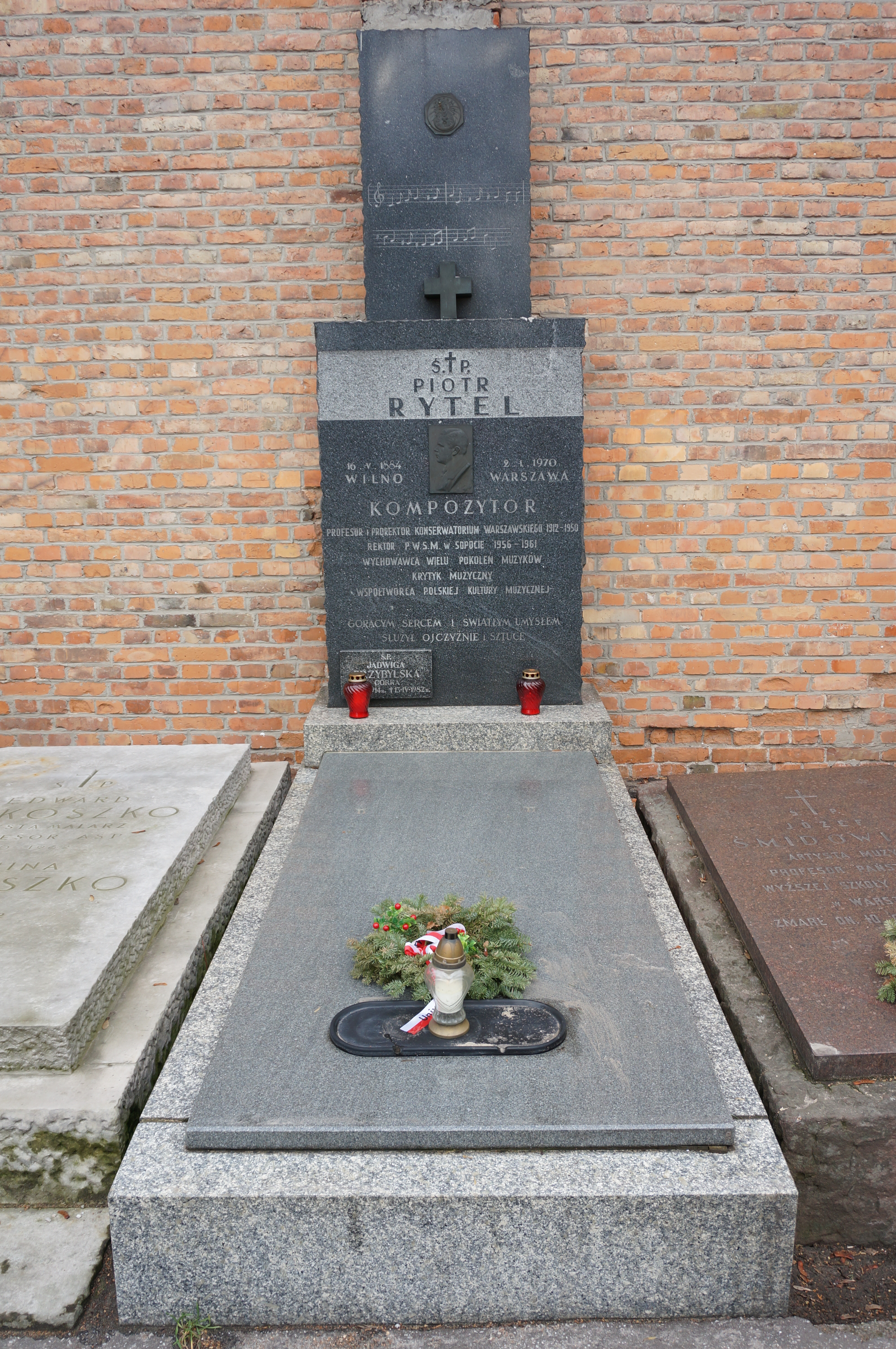
Grób Piotra Rytla na cmentarzu Powązkowskim

## Kompozycje (wybór)
- Grażyna op. 1, poemat symfoniczny na orkiestrę (1908)
- I Symfonia h-moll op. 4 (1909)
- Korsarz op. 6, poemat symfoniczny na orkiestrę (1911)
- Sen Dantego op. 7, poemat symfoniczny na orkiestrę (1911)
- Święty gaj op. 8, poemat symfoniczny na orkiestrę (1913)
- Legenda o św. Jerzym op. 9, poemat symfoniczny na orkiestrę (1918)
- Ijola, opera w 4 aktach (1927)
- Stalin, kantata na baryton, chór mieszany i orkiestrę (1949)
- II Symfonia „Mickiewiczowska” na tenor, chór mieszany i orkiestrę symfoniczną (1950)
- III Symfonia na tenor solo i orkiestrę symfoniczną (1950)
- Koncert skrzypcowy op. 20 (1950)
- Żelazowa Wola op. 31, poemat symfoniczny na orkiestrę (1952)

## Ordery i odznaczenia
- Krzyż Kawalerski Orderu Odrodzenia Polski (11 listopada 1937)[5]
- Medal 10-lecia Polski Ludowej (19 stycznia 1955)[6]